# Saison 2014-2015 du FC Sochaux-Montbéliard
Maillots
Chronologie
Saison précédente Saison suivante
Cette saison 2014/15 est la 11e en deuxième division.
Le FCSM n'est jamais resté plus de 3 ans éloigné de l'élite française du football, et malgré des restrictions budgétaires drastiques imposés par PSA, le but de cette saison est de remonter.
Le président Pernet a pris son temps pour recruter un nouveau technicien pour remplacer Hervé Renard qui n'a pas souhaité continuer l'aventure en ligue 2.
C'est donc avec un nouvel entraineur et un effectif fortement remanié que le FCSM va se lancer dans cette saison.

## Avant Saison
Le FCSM commence son avant-saison avec une bonne nouvelle : la validation de son budget devant la DNCG sans aucune restriction.
Ce n'est pas pour autant que le club va s'autoriser des folies, l'argent des transferts sera utilisé pour rembourser l'actionnaire qui a comblé le trou de la saison précédente.
Avant la reprise, pas moins de 12 joueurs font leurs valises et ne sont pas conservés par le club.
Huit fins de contrats dont les seuls Sébastien Roudet et Carlão se sont vu proposer une prolongation, refusée tout de suite par le brésilien, tandis que Roudet s'est donné le temps de la réflexion. À cela vient s'ajouter les 4 retours de prêts.
Puis vient le tour des indésirables, Khalilou Traoré est le premier à trouver une résiliation à l'amiable, suivi de près par Thierry Doubaï.
C'est dans ce contexte d'économie que le FCSM officialise l'arrivée de son nouveau technicien Olivier Echouafni en provenance AC Amiens club de National. Il est présenté officiellement le 19 juin 2014. Il arrive avec son adjoint, Christophe Lopes, qu'il a connu lors du passage de son DEPF.
Dans la foulée de l'entraineur, la première recrue estivale du FCSM, est Florin Bérenguer qui arrive libre en provenance du Dijon Football Côte-d'Or. Il s'agit en fait d'un retour au source pour ce natif de Montbéliard puisqu'il a été formé au Centre de formation du FCSM situé à Seloncourt. Âgé de 25 ans, il s'engage pour une durée de 4 ans.
Deux jours après cette signature, c'est au tour de Jean-Pascal Mignot de s'engager pour deux ans en faveur du FCSM. Âgé de 33 ans, il est là pour encadrer les jeunes et apporter son expérience pour cette saison de ligue 2.
Le même jour, le FCSM signe sa 3e recrue, Pierre Gibaud en provenance de USJA Carquefou, il signe un contrat de 2 ans. Âgé de 26 ans, il est élu meilleur latéral droit de national pour la saison 2013-2014, ce qui a dû convaincre les dirigeants sochaliens de tenter ce pari.
Le 23 juin 2014, jour de la reprise de l'entrainement, le FCSM décide d'écarter sept joueurs du groupe professionnel qui vont être amenés à quitter le club à leur demande ou car le club ne compte plus sur eux.
Il s'agit de joueurs écartés la saison dernière comme Pouplin, Cros, Peybernes, Poujol, et des trois retours de prêts Dias, Banana et Razzagui Camara. Pour Simon Pouplin, la décision ne s'est pas fait attendre, à peine écarté, qu'il obtient une résiliation de son contrat avec le FCSM. Il part donc libre lui aussi à un an de la fin de son contrat.
Lors de cette reprise, plusieurs jeunes du centre de formation sont présents, notamment les deux nouveaux pro de l'effectif Hillel Konaté, Lamarana Diallo, Nicolas Senzemba ; ainsi que Marco Ilaimaharitra déjà intégré au groupe PRO l'année passée mais qui va découvrir pour la première fois une préparation estivale.
Le 26 juin 2014, le FCSM se fait prêter Romain Habran, un jeune joueur du PSG qui vient de signer son premier contrat PRO. Il est prêté sans option d'achat pour un an.
Le 29 juin 2014, après une semaine d'entrainement consacrée aux tests de reprise et à la prise de contact, l'effectif sochalien part en stage pour Vittel. Olivier Echouafni emmène un groupe de vingt-et-un joueurs avec lui.
Le 30 juin 2014, c'est Abdoul Razzagui Camara qui résilie son contrat avec le FCSM.
Le 2 juillet 2014, c'est au tour de Mathieu Peybernes et Petrus Boumal de résilier leur contrat, alors que dans le même temps le FCSM officialise l'arrivée Karl Toko-Ekambi en provenance du Paris FC pour une durée de trois ans. Âgé de 22 ans, il a disputé 66 matchs de national et figurait lui aussi dans l'équipe type de national de la saison 2013-14. Dans le cadre de ce transfert, Loïc Poujol prend le sens inverse et s'engage pour deux saisons avec le Paris FC.
Le 5 juillet 2014, le FCSM rencontre l'AJ Auxerre pour son premier match de préparation. Après une semaine de stage intensif à Vittel, ce match est l'occasion pour l'entraineur sochalien de réaliser une revue d'effectif sans toutefois prendre de risque de blessures.
Cueillis à froid au bout de deux minutes sur un but de Haller, les Sochaliens se montrent beaucoup plus entreprenant que les Bourguignons sur ce match mais bien trop maladroits pour inscrire un but et s'inclinent donc sur le plus petit des scores.
72H00 après ce premier match, le 8 juillet 2014 rencontre le BSC Young Boys. Dans un match piège devant des adversaires en avance sur leur préparation, le FCSM s'incline 1 à 0 à la 72e par Yuya Kubo mais produit un match de bon niveau avec encore de multiples changements.
Le 11 juillet 2014,c'est autour de Pierrick Cros de résilier son contrat à l'amiable avec le FCSM pour s'engager avec le Royal Mouscron-Peruwelz.
Le 12 juillet 2014, pour son 3e match de préparation en une semaine, le FCSM rencontre le SAS Épinal au Stade de La Colombière. Olivier Echouafni décide une nouvelle fois de faire beaucoup tourner son effectif, et le résultat sera en faveur des locaux qui s'imposent 2 à 1, Cédric Bakambu inscrivant le seul but sochalien, qui sera son dernier sous le maillot sochalien.
Le 15 juillet 2014, la commission d'appel de la DNCG confirme sa décision de maintenir le RC Lens en ligue 2, et entrouvre une porte pour un hypothétique repêchage. La première conséquence de cette annonce est le gel des arrivées au FCSM, qui avait pourtant mis à l'essai Laurent Agouazi toute la semaine précédente ainsi que celle Mathéus Vivian qui s'entraine depuis ce jour avec le FCSM. Le feuilleton lensois va rythmer la semaine de travail des Sochaliens.
Le 19 juillet 2014, le FCSM affronte un pensionnaire de ligue 2, le Dijon Football Côte-d'Or à Dampierre-sur-Salon. Le coach sochalien ébauche un onze type pour ce match pour leur donner un peu plus de temps de jeu. Les Dijonnais ouvrent le score à la 28e sur penalty par Romain Philippoteaux. Ce but va réveiller les Sochaliens qui vont revenir au score par l'intermédiaire d'Édouard Butin leur capitaine et atteindre ce score de parité à la mi-temps.
Au retour des vestiaires, à la sortie d'un très beau une-deux avec Diedhiou, Edouard Butin double la mise pour les Sochaliens.
Malheureusement à la suite d'une faute de main de Yohann Pelé, Brian Babit pousse le ballon au fond des filets pour les Dijonnais.
Plus rien ne sera marqué, et les deux équipes se quittent sur ce match nul.
Alors que le feuilleton lensois continue d'agiter la planète ligue 1, et bloque du même coup le mercato sochalien, le 28 juillet 2014, le FCSM joue son dernier match de préparation contre le FC Metz au Stade de l'Ill à Mulhouse avec le même effectif.
Cueilli à froid par les nouveaux promus en ligue 1, les Sochaliens encaissent un but dès la 4e par Falcón. Il faudra attendre la fin de match pour voir les Sochaliens prendre l'avantage physiquement sur leurs adversaires et s'imposer en marquant deux buts en dix minutes par l'intermédiaire de Famara Diedhiou à la 79e et de Karl Toko-Ekambi à la 88e. Le FCSM s'impose enfin pour son dernier match de préparation.
Le 31 juillet 2014, le FCSM annonce la résiliation de contrat de Yaya Banana, mais aussi le transfert de Sanjin Prcić vers le Stade Rennais et officialise enfin le recrutement de Mathéus Coradini Vivian qui s'entrainait depuis plus de trois semaines avec le groupe.
L'affaire du repêchage du Racing Club de Lens en ligue 1 et tous ses rebondissements vont neutraliser les transferts du FCSM pendant tout le mois d'août. Ce n'est que dans la dernière ligne droite que tout va s’accélérer.
Le 30 août 2014, le FCSM officialise l'arrivée de deux nouveaux joueurs Florian Tardieu et Raphaël Caceres.
Et le 1er septembre 2014, la situation des trois derniers lofteurs sochaliens se débloque, Cédric Bakambu est transféré dans le championnat turc au Bursaspor, Roy Contout rejoint Pierrick Cros en Belgique au Royal Mouscron-Péruwelz et Raphael Diaz le Créteil-Lusitanos en Ligue 2.

### Mercato d'été
| Nom                     | Nationalité   | Poste      | Transfert              | Provenance/Destination  | Division                          |
| ----------------------- | ------------- | ---------- | ---------------------- | ----------------------- | --------------------------------- |
| Arrivées                |               |            |                        |                         |                                   |
| Olivier Echouafni       | France        | Entraineur | Transfert              | AC Amiens               | National                          |
| Yaya Banana             | Cameroun      | Défenseur  | Retour de prêt         | Lausanne-Sports         | Raiffeisen Super League           |
| Abdoul Razzagui Camara  | Guinée        | Milieu     | Retour de prêt         | RCD Majorque            | Segunda Division                  |
| Rafaël Dias             | France        | Milieu     | Retour de prêt         | AC Arles-Avignon        | Ligue 2                           |
| Hillel Konaté           | Sénégal       | Attaquant  | Premier contrat PRO    | Formé au club           |                                   |
| Lamarana Diallo         | Sénégal       | Attaquant  | Premier contrat PRO    | Formé au club           |                                   |
| Florin Bérenguer        | France        | Milieu     | Transfert (libre)      | Dijon                   | Ligue 2                           |
| Jean-Pascal Mignot      | France        | Défenseur  | Transfert (libre)      | Saint-Étienne           | Ligue 1                           |
| Pierre Gibaud           | France        | Défenseur  | Transfert (libre)      | Carquefou               | National                          |
| Romain Habran           | France        | Milieu     | Prêt                   | PSG                     | Ligue 1                           |
| Famara Diedhiou         | Sénégal       | Attaquant  | Premier contrat PRO    | GFC Ajaccio             | National                          |
| Karl Toko-Ekambi        | France        | Attaquant  | Transfert              | Paris FC                | National                          |
| Mathéus Coradini Vivian | Brésil        | Défenseur  | Transfert (libre)      |                         | Ligue 1                           |
| Florian Tardieu         | France        | Milieu     | Transfert              | FC Istres               | National                          |
| Raphaël Caceres         | France        | Attaquant  | Transfert              | SV Zulte Waregem        | Jupiler Pro League                |
| Départs                 |               |            |                        |                         |                                   |
| Cédric Kanté            | Mali          | Défenseur  | Fin de contrat         | Ajaccio                 | Ligue 2                           |
| Carlão                  | Brésil        | Défenseur  | Fin de contrat         | APOEL Nicosie           | Chypre                            |
| Florian Marange         | France        | Défenseur  | Fin de contrat         |                         |                                   |
| David Sauget            | France        | Défenseur  | Fin de contrat         | Neuchâtel Xamax         | Championnat de Suisse de football |
| Christophe Hérelle      | France        | Défenseur  | Fin de contrat         | SR Colmar               | National                          |
| Joachim Eickmayer       | France        | Milieu     | Fin de contrat         |                         |                                   |
| Sébastien Roudet        | France        | Milieu     | Fin de contrat         | Chateauroux             | Ligue 2                           |
| Pierre-Alain Frau       | France        | Attaquant  | Fin de contrat         |                         |                                   |
| Nathan Sinkala          | Zambie        | Milieu     | Fin de Prêt            | TP Mazembe              | Congo                             |
| Jordan Ayew             | Ghana         | Attaquant  | Fin de prêt            | OM                      | Ligue 1                           |
| Razak Boukari           | Togo          | Attaquant  | Fin de Prêt            | Wolverhampton FC        | D2                                |
| Emmanuel Mayuka         | Zambie        | Attaquant  | Fin de Prêt            | Southampton FC          | Première League                   |
| Khalilou Traoré         | Mali          | Milieu     | Résiliation de contrat |                         |                                   |
| Ishmael Yartey          | Ghana         | Milieu     | Transfert définitif    | FC Sion                 | Raiffeisen Super League           |
| Thierry Doubai          | Côte d'Ivoire | Milieu     | Résiliation de contrat | FC Lucerne              | Raiffeisen Super League           |
| Simon Pouplin           | France        | Gardien    | Résiliation de contrat | OGC Nice                | Ligue 1                           |
| Sébastien Corchia       | France        | Défenseur  | Transfert (1,8 M€)     | LOSC                    | Ligue 1                           |
| Abdoul Razzagui Camara  | Guinée        | Milieu     | Résiliation de contrat | SCO Angers              | Ligue 2                           |
| Mathieu Peybernes       | France        | Défenseur  | Résiliation de contrat | SC Bastia               | Ligue 1                           |
| Petrus Boumal           | Cameroun      | Milieu     | Résiliation de contrat | PFC Litex Lovetch       | Bulgarie                          |
| Loïc Poujol             | France        | Attaquant  | Résiliation de contrat | Paris FC                | National                          |
| Pierrick Cros           | France        | Gardien    | Résiliation de contrat | Royal Mouscron-Peruwelz | Jupiler Pro League                |
| Yaya Banana             | Cameroun      | Défenseur  | Résiliation de contrat | Platanias FC            | Superleague Elláda                |
| Sanjin Prcic            | Croatie       | Milieu     | Transfert (1 M €)      | Stade Rennais FC        | Ligue 1                           |
| Roy Contout             | France        | Milieu     | Transfert              | Royal Mouscron-Peruwelz | Jupiler Pro League                |
| Rafaël Dias             | Portugal      | Milieu     | Transfert              | Créteil-Lusitanos       | Ligue 2                           |
| Cédric Bakambu          | France        | Attaquant  | Transfert 1,8 M€       | Bursaspor               | Spor Toto Süper Lig               |

### Hors Mercato
| Nom             | Nationalité | Poste  | Transfert | Provenance/Destination | Division           |
| --------------- | ----------- | ------ | --------- | ---------------------- | ------------------ |
| Arrivées        |             |        |           |                        |                    |
| Houssine Kharja | Maroc       | Milieu | Transfert | Libre                  | Qatar Stars League |

### Mercato d'hiver
| Nom               | Nationalité | Poste     | Transfert     | Provenance/Destination | Division |
| ----------------- | ----------- | --------- | ------------- | ---------------------- | -------- |
| Arrivées          |             |           |               |                        |          |
| Bruno Collaço     | Brésil      | Défenseur | Prêt avec OA  | Joinville FC           | Série B  |
| Moussa Sao        | France      | Attaquant | Transfert     | Le Havre               | Ligue 2  |
| Jérôme Roussillon | France      | Défenseur | Prêt (6 mois) | Montpellier            | Ligue 1  |
| Départs           |             |           |               |                        |          |
| Jérôme Roussillon | France      | Défenseur | Transfert     | Montpellier            | Ligue 1  |

## Compétitions

### Ligue 2

#### Matchs Aller

##### Aout: Mise en route difficile
Le 2 août 2014, le FCSM rencontre un promu US Orléans à domicile. Pour son premier match officiel à la tête du FCSM, Olivier Echouafni va lancer pas moins de quatre joueurs à ce niveau, le jeune Guillaume Cros latéral gauche et Famara Diedhiou en attaquant de pointe pour les titulaires, et Romain Habran et Karl Toko-Ekambi rentreront en cours de match. Malheureusement pour le public venu nombreux, pas moins de 8265 spectateurs, les joueurs sochaliens vont s'incliner sur le score de 1 à 0 grâce à un but orléanais inscrit à la 81e minute Louisy-Daniel dans une partie très faible niveau jeu.
Le 9 août 2014, duel entre deux relégués, puisque le FCSM rend visite à l'AC Ajaccio. Ce match voit le retour dans le groupe de Stoppila Sunzu, qui a la surprise générale, est positionné milieu défensif. Les Sochaliens bien en place, vont ouvrir le score sur un corner tiré par Thomas Guerbert, repris de la tête par Jean-Pascal Mignot à la 36e minute.
Dans la foulée de leur ouverture du score, les Sochaliens vont rapidement doubler la mise par l'intermédiaire de Toko-Ekambi, bien servi par Habran à la 41e minute.
La deuxième mi-temps verra une équipe ajaccienne tenter en vain de forcer le verrou sochalien et le FCSM s'impose pour la première fois de la saison.
Le 18 août 2014, le FCSM reçoit le leader Troyen pour un premier test. Olivier Echouafni décide de reconduire le même schéma tactique qu'en corse, et n'opère qu'un changement puisque Jérôme Roussillon fait son grand retour au poste de latéral gauche.
Malgré une très bonne entame de match avec des Sochaliens qui produisent du jeu, à la 39e minute, un contre assassin vient doucher le stade Bonal avec l'ouverture du score par Corentin Jean.
Les Sochaliens ne se remettront jamais de ce but, et logiquement les troyens doubleront la mise en 2e mi-temps par un splendide but de Thomas Ayasse à la 68e minute.
Deuxième match à Bonal et deuxième défaite, le retour en ligue 2 est difficile pour les supporters jaunes et bleus.
Le 22 août 2014, le FCSM se déplace à AC Arles-Avignon pour la 4e journée de ligue 2. L'occasion pour Pierre Gibaud d'effectuer son premier match sous ses nouvelles couleurs et première titularisation pour Marco Ilaimaharitra cette année. La titularisation de Gibaud permet à Olivier Echouafni de faire monter d'un cran Julien Faussurier.
Il faut attendre la 77e minute pour voir les locaux ouvrir le score sur un contre de 80 mètres par Quentin Ngatoukou. À noter que c'est le 2e but en deux matchs où le FCSM se fait contrer de la sorte. Les Sochaliens vont réagir très vite par l'intermédiaire de Famara Diedhiou qui débloque son compteur but à la 85e minute.
Le match s'emballe, et 2 minutes plus tard, les locaux obtiennent un penalty pour une faute de main dans la surface de Julien Faussurier. Penalty transformé par Téji Savanier. Alors que l'on se dirige vers une nouvelle défaite, le FCSM revient au score à la 92e minutes par Florin Bérenguer qui reprend un ballon que le gardien n'a pu que repousser sur une tête à bout portant de Julien Faussurier.
Le 29 août 2014, le FCSM reçoit son voisin bourguignon le Dijon Football Côte-d'Or pour la 5e journée de ligue 2. Les deux dernières recrues sochaliennes ne sont pas encore qualifiées pour ce match et Olivier Echouafni doit se passer de Romain Habran et Thomas Guerbert toujours blessés à la suite du dernier match face à l'AC Arles-Avignon mais aussi de Jean-Pascal Mignot.
C'est donc une équipe fortement remaniée qui entame le match. On assiste à un match équilibré entre deux équipes bien en place jusqu'à la 74e minute, où les visiteurs vont inscrire le seul but du match sur un corner où la défense sochalienne est restée complètement spectatrice. Les Sochaliens auront bon pousser jusqu'à la fin du match, ils ne reviendront pas au score et laissent échapper une troisième fois de suite les trois points à la maison.

##### Septembre: Le FCSM décolle enfin
Le 13 septembre 2014, le FCSM se déplace à Marcel-Picot pour affronter l'AS Nancy-Lorraine en tant que bon dernier de ligue 2. Le match est à 14H00 pour être diffusé en intégralité sur Bein Sport. Olivier Echouafni aligne d'entrée ses deux dernières recrues, Florian Tardieu et Raphaël Caceres.
Première surprise, les locaux laissent le ballon aux Sochaliens et ne jouent qu'en contre, profitant des moindres espaces. Du coup, le FCSM se procure de belles occasions d'ouvrir la marque, mais Paul Nardi repousse une à une les frappes sochaliennes. Alors que la mi-temps se profile, les locaux ouvrent la marque sur un corner tiré rapidement à deux, d'une magnifique tête de Diagne qui ne laisse aucune chance à Yohan Pelé.
Est-ce le but ou la mi-temps, toujours est-il que les Sochaliens sont à côté de leurs pompes en 2e mi-temps, jusqu'à l'entrée en jeu du revenant Edouard Butin. Ce changement a le mérite de réveiller ses coéquipiers, et sur une belle ouverture de Jérôme Roussillon déviée dans la surface par Mignot, Raphaël Caceres marque son premier but sous ses nouvelles couleurs.
Dans les minutes qui suivent, Marco Ilaimaharitra aura la balle du KO, mais il enlève trop sa frappe qui passe au-dessus de la barre transversale. Sochaux ramène un bon point, mais surtout, s'est rassuré dans le jeu.
Le 19 septembre 2014, le FCSM reçoit le Nîmes Olympique roi du match nul et encore invaincu cette saison.
Olivier Echouafni a procédé à deux changements avec le retour dans l'axe de Sunzu et la titularisation de son capitaine Edouard Butin à la place de Toko-Ekambi.
Les Sochaliens ont la maitrise du jeu et ouvrent logiquement le score par le nouveau buteur maison, Raphael Caceres, qui inscrit son 2e but en deux matchs. Mais comme rien n'est simple à Bonal, à la 44e minute, une échauffourée éclate entre Jérôme Roussillon et Riad Nouri, Romain Habran venu aider son coéquipier frappe au visage de Jonathan Parpeix. L'arbitre voit rouge et expulse le jeune sochalien. Sochaux va jouer à dix toute la 2e mi-temps.
Echouafni réorganise son équipe en faisant reculer Butin en milieu droit, laissant le seul Caceres en pointe, et abandonnant la maitrise du ballon aux Nîmois. Pendant vingt minutes, les Sochaliens vont défendre cet avantage, Yohan Pelé multipliant les arrêts, jusqu'à ce que Fabien Barrillon soit lui aussi exclu pour un deuxième carton jaune mérité. Les deux équipes vont donc finir le match à dix contre dix.
Les débats s'équilibrent, et à la 90e minute, Karl Toko-Ekambi qui venait d'entrer deux minutes avant, s'offre lui aussi son premier but à Bonal et donne de manière définitive les trois points à son équipe.
Le 23 septembre 2014, le FCSM dispute son 2e match en quatre jours à domicile contre le Brest.
Privé au dernier moment de Sunzu, Lionel Zouma est titulaire mais après seulement 10 minutes de jeu, Mignot doit laisser ses partenaires, il est remplacé par Matheus Vivian. Les spectateurs assistent à une partie fermée, où les visiteurs d'un soir repartent avec ce qu'ils sont venus chercher le point du match nul. Les Sochaliens auront tout tenté pour débloquer la situation et bousculer ce bloc défensif, mais s'en parvenir à le faire sauter.
Le 27 septembre 2014, 3e match en une semaine, le FCSM est en visite à Tours. Olivier Echouafni opère deux changements, puisqu'il fait souffler Ilaimaharitra et Butin, pour donner du temps de jeu à Joseph Lopy et Karl Toko-Ekambi, alors qu'il récupère Sunzu qu'il associe à Vivian pour la première fois de la saison. On assiste à un match très pauvre techniquement de la part des deux équipes, Sochaux aura le mérite de maitriser sa 2e mi-temps et d'obtenir un penalty à la 79e pour une faute sur Edouard Butin, que Florin Bérenguer se chargera de transformer. Ce petit but suffira au bonheur des Sochaliens qui repartent avec les trois points de la victoire.

##### Octobre: Invaincu sans victoire à domicile
Le 3 octobre 2014, le FCSM affronte l'Association de la jeunesse auxerroise. C'est la première fois que les deux équipes se rencontrent en ligue 2 et pour l'occasion, le stade Bonal ouvre son 2e étage pour la première fois de la saison. Malheureusement pour les supporters venus en nombre, le match est complètement fermé et accouche d'un 0 à 0. À noter la première titularisation de Nicolas Senzemba en Ligue 2.
Le 17 octobre 2014, le FCSM se déplace en terre berrichonne pour y affronter Chateauroux, l'occasion de retrouver Sébastien Roudet pour les Sochaliens.
Sur une incursion de Toko-Ekambi à la 3e minute de jeu, le FCSM obtient rapidement un pénalty. Florin Bérenguer se chargeant de la transformation pour donner l'avantage à son équipe. Puis le FCSM se contente de gérer jusqu'à la mi-temps.
Le retour des vestiaires est favorable au locaux, et à la 60e minute, Makengo, d'un centre tir, trompe la vigilance de Yohann Pele et ramène les deux équipes sur le score de parité.
Ce but a le mérite de réveiller les joueurs sochaliens. À la 65e minute, sur une montée rageuse de Tardieu, les Sochaliens reprennent la tête, grâce à Raphaël Cacerès qui inscrit là son 3e but de la saison.
À la 71e minute, le même Caceres laisse passer un centre de Roussillon pour Edouard Butin, qui venait de rentrer, et d'un superbe contre-pied ouvre enfin son compteur but en ligue 2. 3 à 1 pour Sochaux.
Le festival offensif sochalien n'est pas terminé car le plus beau reste à venir. Sur un corner tiré par Thomas Guerbert, qui faisait son retour, Marco Ilaimaharitra reprend un ballon renvoyé par la défense et décoche une frappe de 25 mètres qui se loge au fond des filets. Il ouvre lui aussi son compteur but, mais de quelle manière.
4 à 1 plus rien ne sera marqué. Les Sochaliens restent invaincus en déplacement cette saison.
Le 24 octobre 2014, ce sont des Lavallois invaincus depuis neuf matchs qui se présentent à Bonal. Puisqu'il n'y a plus personne à l'infirmerie, Olivier Echouafni dispose de tout son groupe pour composer ses onze titulaires.
Une fois encore, le FCSM se retrouve face à une équipe venue avant tout pour bien défendre plutôt que jouer au football. Et malgré les choix tactiques décidaient par le coach, il faut attendre la 45e minute pour voir le FCSM prendre l'avantage grâce à Edouard Butin. Le capitaine sochalien transforme un pénalty obtenu par Toko-Ekambi, son 2e pénalty obtenus en 2 matchs.
Au retour des vestiaires, les Lavallois prennent à froid les Sochaliens, et sur un contre, reviennent au score par Zeoula. Tout est à refaire, mais malheureusement pour les Sochaliens, le score n'évoluera plus. Encore un match nul à domicile pour les Francs-Comtois, qui décidément, n'arrivent pas à produire de jeu chez eux.
Le 31 octobre 2014, les Sochaliens se déplacent à US Créteil-Lusitanos pour conserver leur invincibilité à l'extérieur.
Pour ce match, Olivier Echouafni décide de titulariser Joseph Lopy, en lieu et place de Florian Tardieu, et Florin Berenguer. On assiste à une première mi-temps sans réel relief.
Au retour des vestiaires, les débats s'enflamment et les actions vont d'un but à l'autre. Une nouvelle fois, le coaching sochalien va payer, puisqu'à la 77e, à peine rentré, Edouard Butin reprend victorieusement un ballon que venait de relâcher le gardien cristolien.
Le bonheur sochalien ne va pas durer très longtemps, puisque 2 minutes après l'ouverture du score, les locaux égalisent par Faneva Andriatsima.
Tout est à refaire pour les joueurs de Franche-Comté.
Mais c'était sans compter sur la volonté sochalienne puisqu'à la 86e, sur un centre parfait de Jérôme Roussillon, Karl Toko-Ekambi donne la victoire au sien.
Plus rien ne sera marqué, et le FCSM s'impose une nouvelle fois hors de leur terre confirmant leur statut de leader au classement des matchs à l'extérieur.

##### Novembre
Le 7 novembre 2014, le FCSM affronte le Gazelec d'Ajaccio. Désireux d'enfin gagner et produire du jeu à domicile, Olivier Echouafni modifie son système de jeu et densifie son milieu en titularisant Sunzu en sentinelle devant sa défense.
Les Sochaliens entament bien leur match et concrétise une de leurs premières actions. À la 11e minute, sur une ouverture de Florin Bérenguer, Karl Toko-Ekambi ouvre le score pour les locaux. À la demi-heure de jeu, sur un centre du même Berenguer, le ballon frappe la main de Jérémie Bréchet dans la surface de réparation. Pénalty pour le FCSM. Karl Toko-Ekambi prend ses responsabilités et double la marque. À la mi-temps, le FCSM mène 2 à 0 et vient de réaliser sa meilleure mi-temps dans son stade.
Au retour des vestiaires, les Ajacciens se montrent plus entreprenant et harcèlent le but de Papa demba Camara qui a remplacé au pied levé Yohann Pelé qui a été Papa juste avant la rencontre. À la 61e minute, Houssine Kharja, la dernière recrue sochalienne fait sa première apparition sous ses nouvelles couleurs et rentre à la place de Sunzu, blessé.
À la 71e minute, alors qu'Édouard Butin est séché dans la surface, Mr Ennjimi siffle un 2e pénalty pour les Sochaliens. Devant la gronde ajaccienne, il se ravise et désigne un coup franc qui ne donnera rien.
81e minute, sur un énième coup franc sifflé en leur faveur, les ajacciens réduisent l'écart par l'intermédiaire de Khalid Boutaib.
88e minute, Mr Ennjimi annule un but car il a vu une faute préalable de Houssine Kharja, privant celui-ci de son premier but pour son premier match avec le FCSM.
Plus rien ne sera marqué, et les Sochaliens s'imposent enfin à domicile, puisque cela n'était plus arrivé depuis 4 matchs et pour seulement la 2e fois de la saison.

##### Janvier

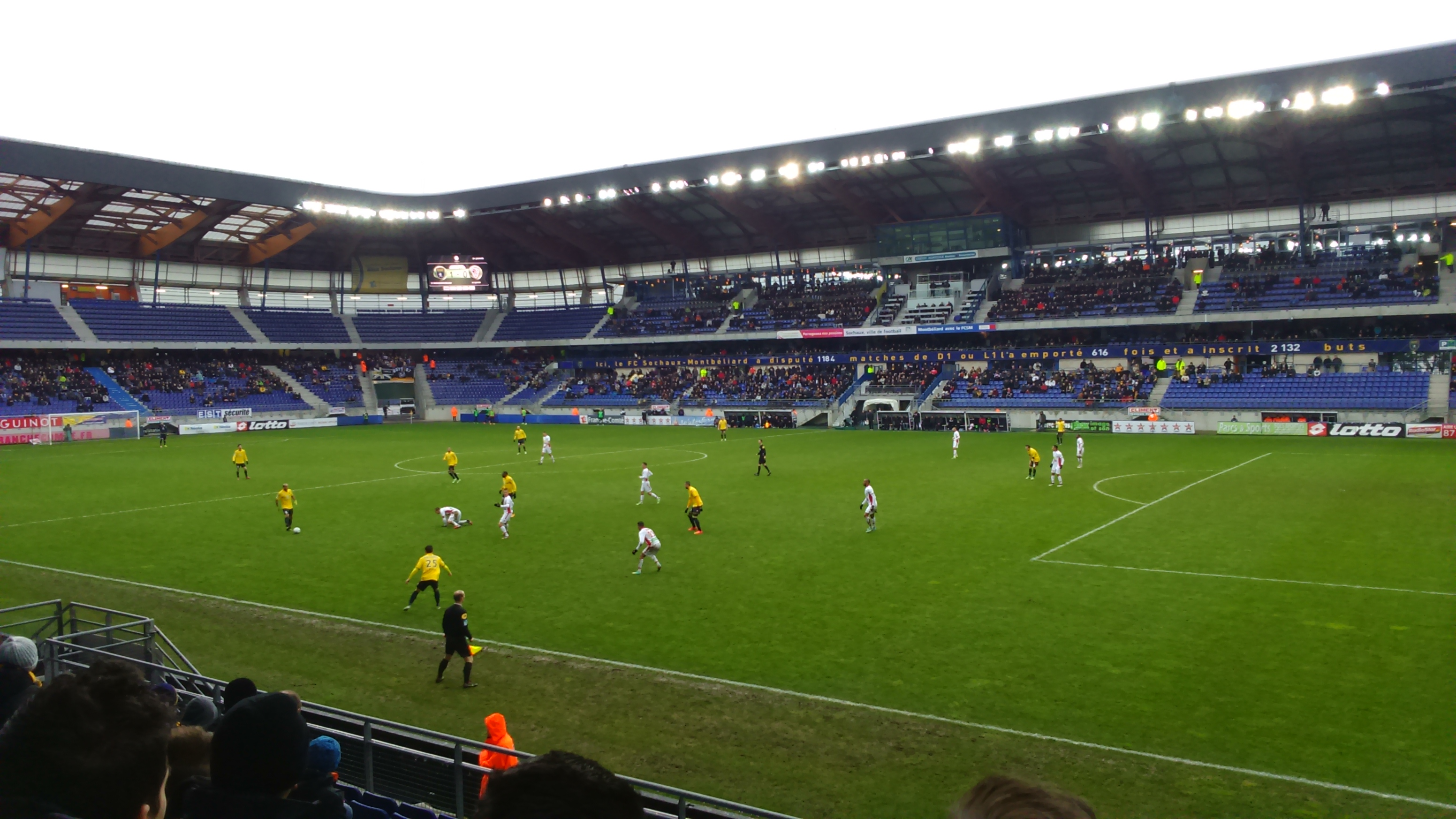
FCSM-AC Ajaccio le 17 janvier 2015

### Coupe de la ligue
La route du FCSM en coupe de la ligue débute au premier tour en déplacement au Stade lavallois.
Placé trois jours après le 2e match de championnat, Olivier Echouafni décide de faire reposer ses cadres et de donner du temps de jeu aux remplaçants. C'est donc une équipe sochalienne fortement remaniée et rajeunie qui se présente au Stade Francis-Le-Basser.
Cueilli à froid par les locaux à la 11e minute par Robic, les joueurs du FCSM ne parviendront pas à inscrire de but et revenir au score, et s'inclineront même une 2e fois par l'intermédiaire de Goncalves à la 88e. L'aventure coupe de la ligue s'arrête presque avant d'avoir commencé cette année pour le FCSM.
| 1er tour 12 août 2014 | Stade Lavallois           | 2-0 | FC Sochaux-Montbéliard | Stade Francis-Le-Basser, Laval           |                                          |
|                       | Robic 11e · Goncalves 88e |     |                        | Spectateurs : 5 737 Arbitrage : M Castro | Spectateurs : 5 737 Arbitrage : M Castro |
|                       | rapport                   |     |                        | Spectateurs : 5 737 Arbitrage : M Castro | Spectateurs : 5 737 Arbitrage : M Castro |

### Coupe de France
La route du FCSM en coupe de France débute au septième tour en déplacement au FC Limonest, pensionnaire de Division Honneur de la région Rhône-Alpes.
Olivier Echouafni décide de donner du temps de jeu à ses remplaçants pour l'entrée du FCSM dans cette compétition et de titulariser pour la première fois Houssine Kharja.
Les Sochaliens s'évitent le match piège en ouvrant le score rapidement par Lionel Zouma dès la 22e minute. Onze minutes après, le FCSM double la mise par Famara Diedhiou et alourdit le score trois minutes après, sur un centre de Romain Habran, un joueur adverse marque contre son camp. La mi-temps est sifflée sur ce score de 3 à 0 en faveur des Sochaliens.
Au retour des vestiaires, les joueurs locaux jettent toutes leurs forces dans la bataille et réduisent l'écart par Goiset à la 58e. Les Sochaliens ne s'offrent pas le luxe de douter, puisque trois minutes suffisent à Famara Diedhiou pour marquer son 2e but personnel et porter le score à 4 à 1.
Julien Faussurier, régional de l'étape mais laissé au repos au coup d'envoi, fait son entrée à la 80e et inscrit 3 minutes après son 1er but sous les couleurs sochaliennes.
À la 85e, les locaux vont réduire le score sur pénalty pour une faute de Lionel Zouma dans la surface. Barlet se chargeant de transformer la sanction.
Victoire 5 à 2, sans trembler, les Sochaliens se qualifient pour le prochain tour.
| 7e tour 15 novembre 2014 | FC limonest                                               | 2-5 | FC Sochaux-Montbéliard                                                                  | Parc des Sports Courtois Fillot, Limonest |                                           |
|                          | Paysant 36e · Robic 58e · Jouseau 60e · Barlet 85e (pen.) |     | Zouma 18e · Zouma 22e · Diedhiou 33e · Draidi 38e (csc) · Diedhiou 61e · Faussurier 83e | Spectateurs : 1 000 Arbitrage : M Mezouar | Spectateurs : 1 000 Arbitrage : M Mezouar |
|                          | rapport                                                   |     |                                                                                         | Spectateurs : 1 000 Arbitrage : M Mezouar | Spectateurs : 1 000 Arbitrage : M Mezouar |

Pour le huitième tour, le FCSM reçoit les voisins du RC Strasbourg. Ce duel entre deux des plus vieux clubs de l'Est est retransmis sur Eurosport le lundi 8 décembre. Les Sochaliens sont cueillis à froid par les joueurs strasbourgeois et ouvrent le score dès la 9e minute par Ndour. Pourtant invaincu en championnat depuis plusieurs matches, les joueurs d'Olivier Echouafni sont méconnaissables et ne trouveront jamais la clé pour forcer le verrou strasbourgeois.
Ils s'inclineront sur ce score de 1 à 0 et resteront dans l'histoire statistique du FCSM en étant les premiers joueurs à ne pas jouer un 32e de coupe de France.
| 8e tour 8 décembre 2014 | FC Sochaux-Montbéliard    | 0-1 | Rc Strasbourg                          | Stade Auguste Bonal, Sochaux              |                                           |
|                         | Mignot 34e · Camara 90+1e |     | N Dour 9e · Donzelot 59e · Lienard 89e | Spectateurs : 5 855 Arbitrage : M Falcone | Spectateurs : 5 855 Arbitrage : M Falcone |
|                         | rapport                   |     |                                        | Spectateurs : 5 855 Arbitrage : M Falcone | Spectateurs : 5 855 Arbitrage : M Falcone |

## Équipe Réserve et Jeunes

### Gambardella
En 64e, le FCSM entame la compétition en Auvergne sur le terrain du FC Cournon d'Auvergne.
Dès la 4e, Thomas Robinet met ses coéquipiers dans le bon sens en reprenant victorieusement un centre de Léo. Profitant de l'élan, à la 15e, Jérome Onguene double la mise à la suite d'un corner mal dégagé. Les derniers espoirs cournonnais s'envolent à la 24e avec le but de Jean-Baptiste Léo. 3 à 0 au bout d'une demi-heure, le match est plié.
Les Sochaliens aggraveront la marque par l'intermédiaire de Léo qui s'offre un doublé à la 65e. Score final 4 à 0, les Sochaliens passent le premier tour sans se faire peur.
En 32e, le FCSM se déplace au ESA Linas-Montlhéry qui évolue en DHR. Sur un terrain difficile, les Sochaliens sont les premiers à marquer par Sagun à la 10e. Soucieux de rapidement plier le match, Thomas Robinet doublait la marque d'un lob astucieux à la 25e. Relâchement ou suffisance, toujours est-il qu'après avoir fait le plus dur, les Sochaliens ont laissé le jeu aux locaux et à la 41e Clain leur permet de revenir au score juste avant la mi-temps.
Profitant d'un mauvais renvoi de la défense sochalienne, Clain, toujours lui, s'offrait un doublé à la 65e dans la liesse générale.
Piqué au vif, les hommes d'Éric Hély repartaient au combat et reprenaient l'avantage à la 75e par leur capitaine Thomas Robinet qui s'offrait lui aussi un doublé en transformant un pénalty logiquement accordé sur une faute sur Marcus Thuram. Thuram qui en profite pour gonfler le score à la 80e et envoyer définitivement ses copains au prochain tour.
En 16e, le FCSM reçoit le CA Pontarlier au stade Jacky-Nardin. Les visiteurs du jour ne sont pas venus pour prendre une leçon et encouragés par de nombreux supporters, ils font mieux que résister et atteignent la mi-temps sur un score nul et vierge. Pire pour le FCSM, Nicolas Senzemba est même expulsé à la 41e et les jeunes sochaliens vont devoir trouver des solutions en infériorité numérique.
Comme souvent dans ce genre de match verrouillé, c'est sur coup de pied arrêté que la décision va se faire. À la 63e, un corner tiré par Thomas Robinet atterrit dans les pieds d'Haykeul Chikhaou qui ouvre le score pour les locaux.
Les visiteurs doivent se découvrir et font beaucoup de fautes. C'est logiquement que l'arbitre expulse Cuche à la 75e mettant les deux équipes à dix contre dix.
Plus rien ne bougera, et Sochaux passe par la petite porte de la coupe Gambardella mais poursuit son chemin.
En 8e, le FCSM se déplace au Dijon FCO. Hasard du calendrier, les Sochaliens ont affronté les Bourguignons sur leur terrain le week-end précédent pour le compte du championnat et se sont inclinés 1 à 0.
Les protégés d'Eric Hely peuvent compter sur Marcus Thuram qui a fêté le vendredi sa 1re en ligue 2 avec les pros.
Marcus Thuram qui va mettre dans le bon sens son équipe à la 23e minute en décochant une frappe croisée qui ne laisse aucune chance au portier dijonnais. Même si les Sochaliens dominent les débats et Maxence Prevot leur gardien passe un bon après-midi, il faut attendre la 73e pour les voir doubler la mise par Jean-Baptiste Léo, bien servi par son capitaine Thomas Robinet.
Les Dijonnais accusent le coup et Haykeul Chikhaoui vient finir le travail à la 83e.
3 à 0 score final, les Sochaliens poursuivent l'aventure.

#### Quart de finale
Les Sochaliens reçoivent les jeunes guinguampais dans un stade qui fait le plein avec pas moins de 800 spectateurs autour du terrain.
Avec le stress de l'enjeu ou de la ferveur populaire, ou les deux conjugués, les Sochaliens commencent leur match de la plus mauvaise des manières avec un but encaissé dès la première minute par Blas. On fait mieux pour rentrer dans un match et jusqu'à la mi-temps, le score n'évoluera pas, les jeunes sochaliens ne trouvant pas les solutions pour se créer des occasions dangereuses.
Juste après la mi-temps et le recadrage nécessaire d'Eric Hely, les jeunes sochaliens se remettaient dans le bon chemin, en égalisant dès la 46e minute par Jean-Baptiste Leo qui profitait du faute de main du gardien guinguampais.
Maitrisant la partie, les Sochaliens allaient s'imposer à la 73e sur une inspiration géniale de leur meneur de jeu Haykeul Chikhaoui qui lobbe les 1,98 m du gardien adverse avec une facilité déconcertante et envoie son équipe en demi-finale.
| Titulaires :  |           |     |
|               |           |     |
|               | Prévot    |     |
|               | Fuchs     |     |
|               | Senzemba  |     |
|               | Senhadji  |     |
|               | Onguéné   |     |
|               | Ruiz      | 87e |
|               | Léo       |     |
|               | Daham     |     |
|               | Chikhaoui |     |
|               | Robinet   |     |
|               | Thuram    | 71e |
|               |           |     |
| Remplaçants : |           |     |
|               | Domingos  | 87e |
|               | Aktas     | 71e |
|               |           |     |
| Entraîneur :  |           |     |
| Éric Hély     |           |     |

| Titulaires :             |           |     |
|                          |           |     |
|                          | Doucouré  |     |
|                          | Laspalles |     |
|                          | Mithra    |     |
|                          | Negi      |     |
|                          | Guevel    |     |
|                          | Moy       |     |
|                          | Coco      |     |
|                          | Mane      | 89e |
|                          | Martinet  |     |
|                          | Blas      |     |
|                          | Achahbar  |     |
|                          |           |     |
| Remplaçants :            |           |     |
|                          | Ba        | 89e |
|                          |           |     |
| Entraîneur :             |           |     |
| Jean Baptiste Le Bescond |           |     |

| Titulaires :  |           |     |
|               |           |     |
|               | Prévot    |     |
|               | Fuchs     |     |
|               | Senzemba  |     |
|               | Senhadji  |     |
|               | Onguéné   |     |
|               | Ruiz      | 87e |
|               | Léo       |     |
|               | Daham     |     |
|               | Chikhaoui |     |
|               | Robinet   |     |
|               | Thuram    | 71e |
|               |           |     |
| Remplaçants : |           |     |
|               | Domingos  | 87e |
|               | Aktas     | 71e |
|               |           |     |
| Entraîneur :  |           |     |
| Éric Hély     |           |     |

| Titulaires :             |           |     |
|                          |           |     |
|                          | Doucouré  |     |
|                          | Laspalles |     |
|                          | Mithra    |     |
|                          | Negi      |     |
|                          | Guevel    |     |
|                          | Moy       |     |
|                          | Coco      |     |
|                          | Mane      | 89e |
|                          | Martinet  |     |
|                          | Blas      |     |
|                          | Achahbar  |     |
|                          |           |     |
| Remplaçants :            |           |     |
|                          | Ba        | 89e |
|                          |           |     |
| Entraîneur :             |           |     |
| Jean Baptiste Le Bescond |           |     |

#### Demi-finale
La demi-finale se joue sur terrain neutre à Saint-Quentin. Opposés aux U19 du PSG qui font figure de favori, les Sochaliens jouent sans complexe et ouvrent le score dès la 6e minute par Marcus Thuram. La réaction parisienne ne se fait pas attendre, et les joueurs de la capitale reviennent au score par Meité à la 17e. Le match s'équilibre et les deux équipes rentrent au vestiaire sur ce score de parité.
Au retour des vestiaires, alors que les parisients étaient les plus dangereux sur le terrain et que les jeunes sochaliens s'en remettaient aux arrêts de leur gardien Maxence Prevot, Eric Hély décide de lancer Aksel Aktas, plus jeune joueur de la feuille de match évoluant en moins de 17 ans habituellement. Le jeune Aktas ne met pas longtemps à se signaler, à la 73edès sa première action, il met dans le vent toute la défense parisienne pour finir pas buter sur leur portier parisien qui repousse le ballon dans les pieds de Marcus Thuram qui n'a plus qu'à pousser le ballon au fond et inscrire un doublé.
À la 87e, Aktas encore lui, se présente seul devant le portier parisien qui le crochète et provoque un penalty. Penalty que transforme le capitaine Thomas Robinet. Plus rien ne sera marqué, le FCSM s'impose 3 à 1.
| Titulaires :    |             |     |
|                 |             |     |
|                 | Descamps    |     |
|                 | Brydges     |     |
|                 | Doumbia     |     |
|                 | Batbinsika  |     |
|                 | Goncalves   | 84e |
|                 | Eboa        |     |
|                 | Augustin    |     |
|                 | Demoncy     | 71e |
|                 | Meïté       |     |
|                 | Pereira     |     |
|                 | Ballo Touré | 63e |
|                 |             |     |
| Remplaçants :   |             |     |
|                 | Sanogo      | 84e |
|                 | Nkunku      | 71e |
|                 | Labissière  | 63e |
|                 |             |     |
| Entraîneur :    |             |     |
| Laurent Bonadéi |             |     |

| Titulaires :  |           |     |
|               |           |     |
|               | Prévot    |     |
|               | Fuchs     |     |
|               | Senzemba  |     |
|               | Senhadji  |     |
|               | Onguéné   |     |
|               | François  |     |
|               | Léo       | 71e |
|               | Damam     |     |
|               | Robinet   | 93e |
|               | Chikhaoui |     |
|               | Thuram    |     |
|               |           |     |
| Remplaçants : |           |     |
|               | Aktas     | 71e |
|               | Ferreira  | 93e |
|               |           |     |
| Entraîneur :  |           |     |
| Éric Hély     |           |     |

| Titulaires :    |             |     |
|                 |             |     |
|                 | Descamps    |     |
|                 | Brydges     |     |
|                 | Doumbia     |     |
|                 | Batbinsika  |     |
|                 | Goncalves   | 84e |
|                 | Eboa        |     |
|                 | Augustin    |     |
|                 | Demoncy     | 71e |
|                 | Meïté       |     |
|                 | Pereira     |     |
|                 | Ballo Touré | 63e |
|                 |             |     |
| Remplaçants :   |             |     |
|                 | Sanogo      | 84e |
|                 | Nkunku      | 71e |
|                 | Labissière  | 63e |
|                 |             |     |
| Entraîneur :    |             |     |
| Laurent Bonadéi |             |     |

| Titulaires :  |           |     |
|               |           |     |
|               | Prévot    |     |
|               | Fuchs     |     |
|               | Senzemba  |     |
|               | Senhadji  |     |
|               | Onguéné   |     |
|               | François  |     |
|               | Léo       | 71e |
|               | Damam     |     |
|               | Robinet   | 93e |
|               | Chikhaoui |     |
|               | Thuram    |     |
|               |           |     |
| Remplaçants : |           |     |
|               | Aktas     | 71e |
|               | Ferreira  | 93e |
|               |           |     |
| Entraîneur :  |           |     |
| Éric Hély     |           |     |

#### Finale
Ce match se joue en ouverture de la finale de la Coupe de France de football 2014-2015 Paris SG - AJ Auxerre au Stade de France. Les lionceaux affrontent les jeunes de l'Olympique lyonnais.
Les Sochaliens ouvrent le score à la 25e par le capitaine Thomas Robinet qui reprend de la tête un centre de Haykeul Chikhaoui. Et juste avant la mi-temps, à la 39e, on retrouve une nouvelle fois Thomas Robinet qui lance parfaitement Marcus Thuram qui s'en va tromper le gardien lyonnais. Le break est fait et les lyonnais ne reviendront jamais dans la partie.
Ce succès des jeunes sochaliens porte à 3 le total de Coupes Gambardella gagnées par le club.
| Titulaires :    |                 |     |
|                 |                 |     |
|                 | Lebongo         |     |
|                 | Moufi           | 86e |
|                 | Heymans         |     |
|                 | Diakhaby        |     |
|                 | Jenssen         |     |
|                 | D'Arpino        | 74e |
|                 | Perrin          |     |
|                 | Moutoussamy     |     |
|                 | Cornet          | 54e |
|                 | Kyatengwa       |     |
|                 | Del Castillo    |     |
|                 |                 |     |
| Remplaçants :   |                 |     |
|                 | Pagliuca        | 86e |
|                 | Martelat        | 74e |
|                 | Martins Pereira | 54e |
|                 |                 |     |
| Entraîneur :    |                 |     |
| Maxence Flachez |                 |     |

| Titulaires :  |           |     |
|               |           |     |
|               | Prévot    |     |
|               | Fuchs     |     |
|               | Senzemba  | 83e |
|               | Senhadji  |     |
|               | Onguene   |     |
|               | François  |     |
|               | Léo       | 71e |
|               | Daham     |     |
|               | Robinet   |     |
|               | Chikhaoui | 62e |
|               | Thuram    |     |
|               |           |     |
| Remplaçants : |           |     |
|               | Pendant   | 83e |
|               | Keyoubi   | 71e |
|               | Ruiz      | 62e |
|               |           |     |
| Entraîneur :  |           |     |
| Éric Hély     |           |     |

| Titulaires :    |                 |     |
|                 |                 |     |
|                 | Lebongo         |     |
|                 | Moufi           | 86e |
|                 | Heymans         |     |
|                 | Diakhaby        |     |
|                 | Jenssen         |     |
|                 | D'Arpino        | 74e |
|                 | Perrin          |     |
|                 | Moutoussamy     |     |
|                 | Cornet          | 54e |
|                 | Kyatengwa       |     |
|                 | Del Castillo    |     |
|                 |                 |     |
| Remplaçants :   |                 |     |
|                 | Pagliuca        | 86e |
|                 | Martelat        | 74e |
|                 | Martins Pereira | 54e |
|                 |                 |     |
| Entraîneur :    |                 |     |
| Maxence Flachez |                 |     |

| Titulaires :  |           |     |
|               |           |     |
|               | Prévot    |     |
|               | Fuchs     |     |
|               | Senzemba  | 83e |
|               | Senhadji  |     |
|               | Onguene   |     |
|               | François  |     |
|               | Léo       | 71e |
|               | Daham     |     |
|               | Robinet   |     |
|               | Chikhaoui | 62e |
|               | Thuram    |     |
|               |           |     |
| Remplaçants : |           |     |
|               | Pendant   | 83e |
|               | Keyoubi   | 71e |
|               | Ruiz      | 62e |
|               |           |     |
| Entraîneur :  |           |     |
| Éric Hély     |           |     |

#### Classement des buteurs sochaliens
Marcus Thuram : 5 buts

Thomas Robinet : 5 buts

Jean-Baptiste Léo : 4 buts

Haykeul Chikhaoui : 3 buts

Sagun et Onguéné : 1 but